# Gregor Žerjav

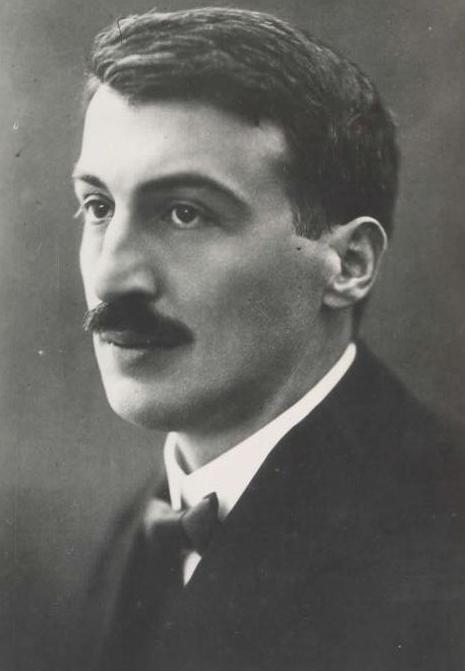
Gregor Žerjav

Gregor Žerjav, manchmal auch Žerjal geschrieben (* 14. November 1882 in Lož, Österreich-Ungarn; † 27. Juni 1929 in Poljče bei Radovljica), war ein slowenischer und jugoslawischer Rechtsanwalt und liberaler Politiker. Er war gemeinsam mit Albert Kramer Anführer der liberalen Slowenen im Königreich Serbien, Kroatien und Slowenien.

## Leben
Žerjav studierte Jura an der Universität Wien und erwarb die Doktorwürde im Jahr 1906. Er war verheiratet mit Milena Zerjav, geborene Lavrencic. Das Paar hatte drei Kinder, das erste Borut, dann am 5. März 1912 in Görz die eineiigen Zwillinge Nadina und Tatjana.
In seinen letzten Lebensjahren litt er unter Lungentuberkulose; für einen operativen Heilungsversuch begab er sich nach Berlin in die Charité, wo er als einer der ersten Patienten von Ferdinand Sauerbruch unter Einsatz der “eisernen Lunge” operiert wurde.
Etwas mehr als ein halbes Jahr später starb er auf seinem Anwesen in Poljče nahe Radovljica und wurde auf dem Friedhof Žale  in Ljubljana beigesetzt. Seine Ehefrau und die Tochter Tatjana starben ebenfalls später an Tuberkulose.
Sein Sohn Borut wurde Journalist und lebte in Paris, seine Tochter Nadina Abarth-Zerjav ehelichte Carlo Abarth und lebte in Turin.

## Politik
1908 wurde er Chefkoordinator der National-Progressiven Partei in Krain. Trotz seines geringen Alters wurde er zu einem der bedeutendsten Finanz-Ratgeber der slowenischen national-liberalen Führungsschicht. Im Jahr 1910 wurde er bekannt für seine Verstrickung in den Bankrott der Agro Merkur Kreditbank, die ein paar Jahre zuvor als Einrichtung gegründet worden war, um die nationale Progressive Partei zu unterstützen. 1911 wurde er in den Reichsrat - Österreichisches Parlament gewählt, wo er der Leiter des „Jugoslawischen Clubs“ wurde, ein Gremium der Südslawischen Nationalliberalen Repräsentanten aus Slowenien, Istrien und Dalmatien.
Nach dem Ausbruch des Ersten Weltkrieges begründete Žerjav ein Untergrundnetzwerk, das sich gegen die Österreich-Ungarische Monarchie betätigte zugunsten der Schaffung eines vereinten Jugoslawiens.
Unter seinen nächsten Mitarbeitern dabei waren zwei andere radikal-liberale Nationalisten der jüngeren Generation, Albert Kramer und Bogumil Vošnjak.
Die Österreichisch-Ungarische Obrigkeit entdeckte dieses Netzwerk nie. Schon in den ersten Monaten des Ersten Weltkrieges wurde Žerjav zur Vorbeugung festgenommen und in der Burg von Laibach für seine „notorischen proserbischen Attitüden“ inhaftiert.
Nach weniger als einem Monat wurde er wieder auf freien Fuß gesetzt, Im Mai 1915, als sein Kollege Bogumil Vošnjak in den Westen floh, um dort dem „Jugoslawischen Komitee“ beizutreten, wurde Žerjav wieder inhaftiert und in der Stadt Gmünd und später in Graz unter Bewachung gestellt, wo er die meiste Zeit des Krieges verbrachte.
Nach dem Zusammenbruch des Österreichisch-Ungarischen Reiches war Žerjav ein Teil der Delegation des Staates von Slowenien, Kroatien, Serbien und der Österreichisch-Ungarischen Südslawen, der im Dezember 1918 die Deklaration unterzeichnete, die das Königreich Serbien, Kroatien und Slowenien begründete.
Nach 1918 wurde Žerjav ein eifriger Unterstützer des jugoslawischen Zentralismus der jugoslawischen Einheit. Im Juni 1918 war er unter den Mitbegründern der Jugoslawischen Demokratischen Partei, die sich 1919 zur „Staatspartei der Serbischen, Kroatischen und Slowenischen Demokraten“ umwandelte.
Er wurde für drei Legislaturperioden in das Jugoslawische Parlament gewählt, 1920, 1925 und 1927 (das erste Mal als Repräsentant der Demokratischen Partei Jugoslawiens) und die letzten beiden auf der Liste der Unabhängigen Demokratischen Partei. Von Dezember 1921 bis Dezember 1922 diente er als Minister für die Wohlfahrt und zwischen November 1924 und Juli 1925 als Minister der Forstwirtschaft und des Bergbaus in der Demokratischen Koalition der Regierung von Nikola Pašić (Radikale Volkspartei).